# Френкель, Бернгард
Бернгард Френкель (нем. Bernhard Fränkel; 1836—1911) — немецкий медик.

## Биография
Бернгард Френкель родился 17 ноября 1836 года в городе Эльберфельде в семье хирурга Вольфганга Бернгарда Френкеля.
Получил образование сперва в средней школе, а затем в университетах Вюрцбурга и Берлина. 23 мая 1860 года в столичном университете Френкель получил докторскую степень.
В 1884 году был назначен профессором Берлинского университета, а в 1887 году директором университетской поликлиники в Берлине для горловых и носовых болезней. 
Среди наиболее известных трудов Б. Френкеля были, в частности, следующие сочинения: «Allgemeine Diagnostik und Therapie der Krankheiten der Nase» (в «Handbuch der speziellen Pathologie und Therapie» Цимсена, т. IV, Лейпциг, 1879); «Skrophulose und Tuberkulose» (в «Handbuch der Kinderkrankheiten» Гергардта, т. III, Тюбинген, 1878); «Der Kehlkopfkrebs» (Лейпциг, 1889). Издал также «Gefrierdurchschnitte zur Anatomie der Nasenhöhle» (Берлин, 1890—91).
Помимо этого, в течение многих лет, он редактировал «Archiv für Laryngologie» и «Zeitschrift für Tuberkulose».
Бернгард Френкель умер 11 ноября 1911 года в городе Берлине.